# Labramia mayottensis
Labramia mayottensis är en tvåhjärtbladig växtart som beskrevs av Labat, Pignal och L. Pascual. Labramia mayottensis ingår i släktet Labramia och familjen Sapotaceae. Inga underarter finns listade i Catalogue of Life.